# Rock the Boat
Rock the Boat är en sång framförd av R&B-sångerskan Aaliyah, skriven av Static Major, Eric Seats och Rapture Stewart för sångerskans tredje och sista studioalbum Aaliyah (2001). 
Låten gavs ut som skivans andra singel i augusti 2001 i Nordamerika och som den tredje internationella singeln under första kvartalet av 2002. Låten nominerades till en Grammy Award med utmärkelsen Best Female R&B Vocal Performance.
Singeln blev Aaliyahs sista utgivna under hennes livstid då hon omkom i en flygolycka efter inspelningarna till sångens musikvideo. 

## Format och innehållsförteckningar
Australian CD single
1. "Rock the Boat" (album version) - 4:34
2. "Rock the Boat" (club mix) - 5:15
3. "We Need a Resolution" (album version featuring Timbaland) - 4:03

US 7" double A-side single
1. "Rock the Boat" (album version) - 4:35
2. "More than a Woman" (album version) - 3:51

UK CD single
1. "Rock the Boat" (album version) - 4:35
2. "Rock the Boat" (Mixzo Club Mix)
3. "Rock the Boat" (Doug Lazy Club Mix)
4. "Rock the Boat" (enhanced video) - 5:30

## Listor
| Lista (2001–02)                      | Topp position |
| ------------------------------------ | ------------- |
| Australian Singles Chart             | 49            |
| Belgian Singles Chart                | 43            |
| Dutch Singles Chart                  | 9             |
| German Singles Chart                 | 70            |
| Swiss Singles Chart                  | 59            |
| UK Singles Chart                     | 12            |
| U.S. Billboard Hot 100               | 14            |
| U.S. Billboard Hot R&B/Hip-Hop Songs | 2             |
| U.S. Billboard Top 40 Tracks         | 3             |
| U.S. Billboard Rhythmic Top 40       | 1             |